# カンナ 鎌倉の血陣
『カンナ 鎌倉の血陣』（カンナ かまくらのけつじん）は、高田崇史による日本の推理小説。カンナシリーズの第6作である。

## 出版履歴
- 2010年：講談社ノベルス、ISBN 978-4-06-182721-9
- 2013年：講談社文庫、ISBN 978-4-06-277642-4

## あらすじ
甲斐は婚約者の聡美と共に、鎌倉で催される茶会に招かれる。同じ茶会に参加することになった貴湖、竜之介もほうろくを連れて鎌倉を訪れるが、そこで殺人事件が相次いで発生する。

## 登場人物

### 主要登場人物
鴨志田 甲斐 (かもしだ かい)
主人公。聡美と共に茶会に参加するため鎌倉に向かう。
中村 貴湖 (なかむら たかこ)
ヒロイン。薄茶席を担当する晴美の知人であったため、茶会に招待される。
柏木 竜之介 (かしわぎ りゅうのすけ)
甲斐の友人。貴湖に同伴して鎌倉に入る。
海棠 聡美（かいどう さとみ）
甲斐の婚約者で、彼を茶会に誘う。

### 茶会の関係者
加賀美 朝雄（かがみ あさお）
鎌倉で茶道を教えている。茶名は宗朝（そうちょう）。女好きで、智美にも言い寄っている。茶会が始まる直前に、何者かに胸を刃物で刺されて死亡しているのが発見される。
加賀美 琴乃（かがみ ことの）
宗朝の妻。朝雄の教室の規模を拡大するために尽力している。
加賀美 範夫（かがみ のりお）
20歳になる宗朝の息子。宗朝の死亡が確認された茶会が中止になった後、毒の入った抹茶を飲んで死亡する。
泰代（やすよ）
琴乃の母。修善寺に住んでいるが、茶会のために鎌倉にやって来ている。
村上 涼子（むらかみ りょうこ）
20代半ばの女性で、宗朝の教え子。立礼席を担当する予定だった。
鈴木 徳子（すずき とくこ）
薄茶席を担当する予定だった。
中島 晴美（なかじま はるみ）
薄茶席を担当する予定で、貴湖の知人ということで彼女を茶会に招待する。QEDシリーズの『九段坂の春』にも登場する。
棚旗 奈々（たなはた なな）
QEDシリーズのヒロイン。高校時代からの晴美の友人であり、その縁で茶会に招待された。

### 神奈川県警
森下（もりした）
捜査一課の刑事。最近大学生の息子が自分探しと称して大学を中退したため、大学を休学している貴湖に対して辛く当たってしまう。